# Samar

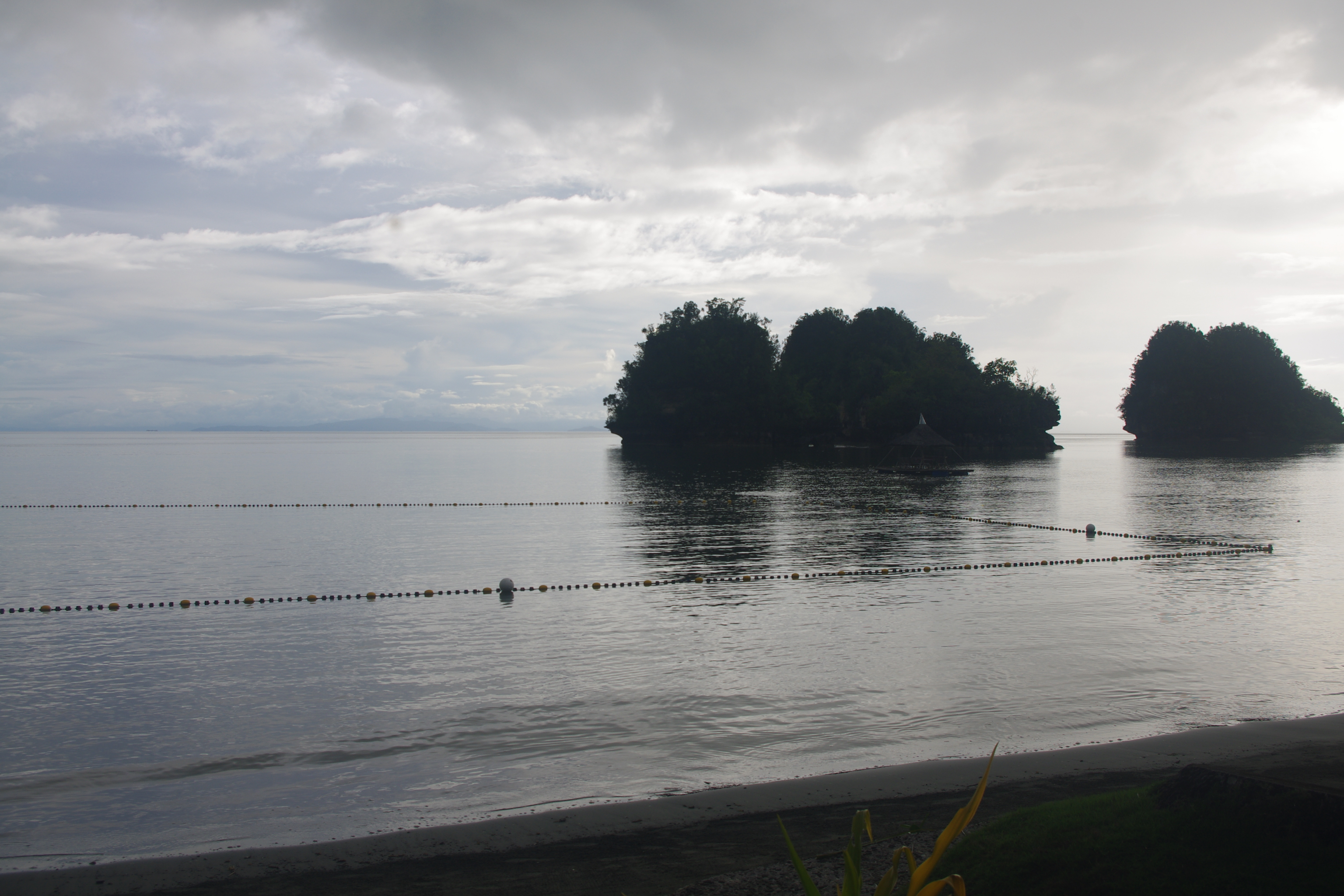
Strand i Marabut, Samar.

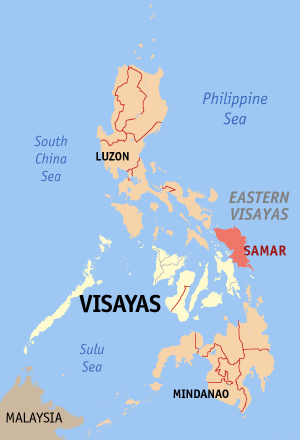
Samar (rödmarkerad) i Filippinerna.

Samar är den östligaste av Visayas-öarna i Filippinerna. Ön är 12 849 kvadratkilometer stor, och är indelad i tre provinser, Norra Samar, Östra Samar, och en som bara heter Samar liksom ön.
Samar skiljs från grannön Leyte av sundet San Juanico Strait som på sitt smalaste ställe endast är två kilometer brett. Sundet överbryggs av San Juanico Bridge. 